# Badinguet

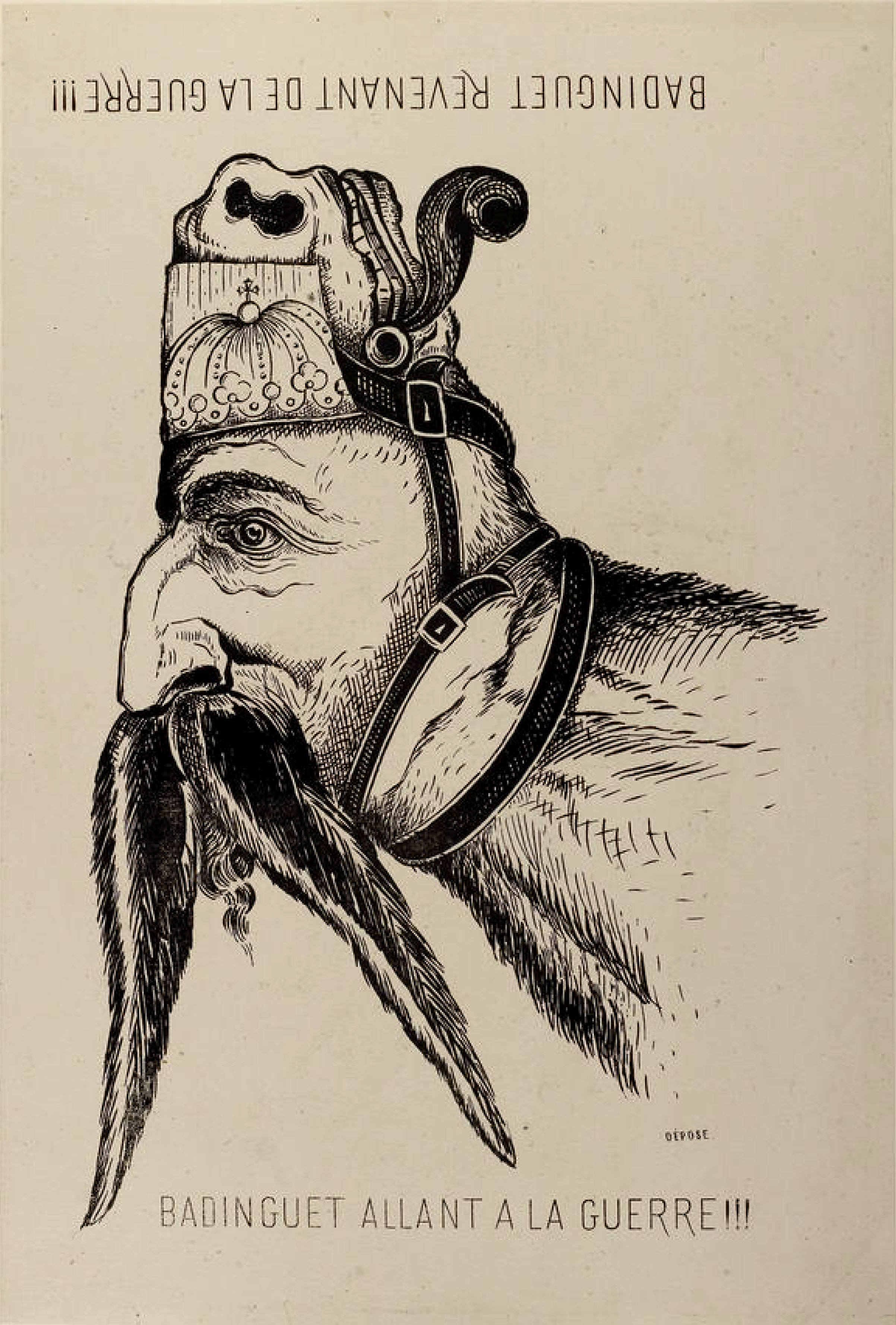
Badinguet allant en guerre/Badinguet revenant de la guerre. En retournant l'image, apparaît la tête d'un âne.

Badinguet est un surnom satirique donné à l'empereur Napoléon III (son épouse, l'impératrice Eugénie, était surnommée Badinguette).

## Origines et utilisation
En 1840, Louis-Napoléon Bonaparte avait tenté un débarquement à Boulogne-sur-Mer, à la tête d'une cinquantaine de conjurés, pour renverser Louis-Philippe. Arrêté, il avait été emprisonné à la forteresse de Ham, dans la Somme. Le 25 mai 1846, il s'en évada en empruntant les vêtements de Charles-Auguste Pinguet (1826-1892), maçon, surnommé Badinguet,,,. 

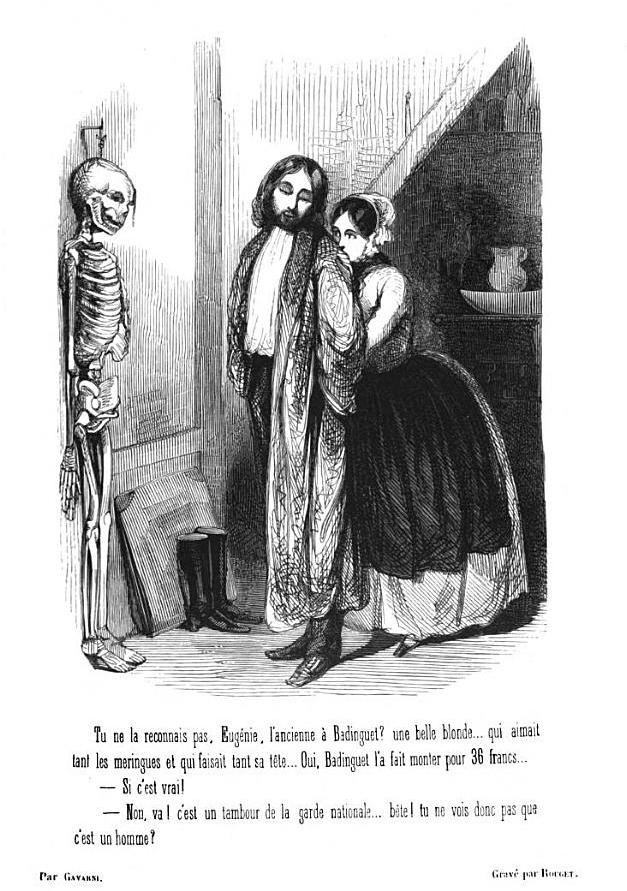
Paul Gavarni - Les Étudiants de Paris.

Une autre origine de ce surnom a été proposée, notamment par les frères Goncourt. Le surnom viendrait d'un dessin humoristique de Paul Gavarni, sans rapport avec l'Empereur, paru dans le journal satirique le Charivari en 1840, légendé « Eugénie, la femme à Badinguet » ; ce dessin, de la série Les Étudiants de Paris, a été ensuite publié en volume dans Œuvres choisies de Gavarni, Études de mœurs contemporaines, chez Hetzel, en 1847.
Les frères Goncourt, dans Gavarni, l'homme et l'œuvre, parlent ainsi de ce dessin :

« Nous entrons avec Gavarni dans l'intérieur intime de ces ménages, dans cette chambre où sèche, sur une ficelle, une économique lessive. […] Logis où la grisette, presque toujours emménagée, installée dans la tenue de son chez elle, en bonnet, en tablier, empêche, avec ses gaietés de pinson, le travail de l'étudiant enchanté de flâner, et partage, dix mois de l'année, avec son « seigneur », une heureuse paresse et la tristesse des jours sans le sou, quand c'est bal le soir au Prado ou à la Grande Chaumière. Bonne, naïve et crédule créature, que l'étudiant, sans pitié dans ses gaîtés s'amuse à effrayer avec le squelette accroché à son mur.
– Tu ne la reconnais pas, Eugénie, l'ancienne à Badinguet ? Une belle blonde… qui aimait tant les meringues et qui faisait tant sa tête… Oui, Badinguet l'a fait monter pour trente-six francs.
– Si c'est vrai !
– Non, va ! c'est un tambour de la garde nationale… bête ! tu ne vois donc pas que c'est un homme. »

Et ils expliquent en note : 

« Cette légende a son intérêt pour les chercheurs de l'origine des mots. Elle donne l'acte de naissance de ce nom de Badinguet, qui depuis eut une si grande fortune politique. Gavarni l'avait fabriqué avec le nom de Badingo, un ami qu'il avait dans les Landes. »

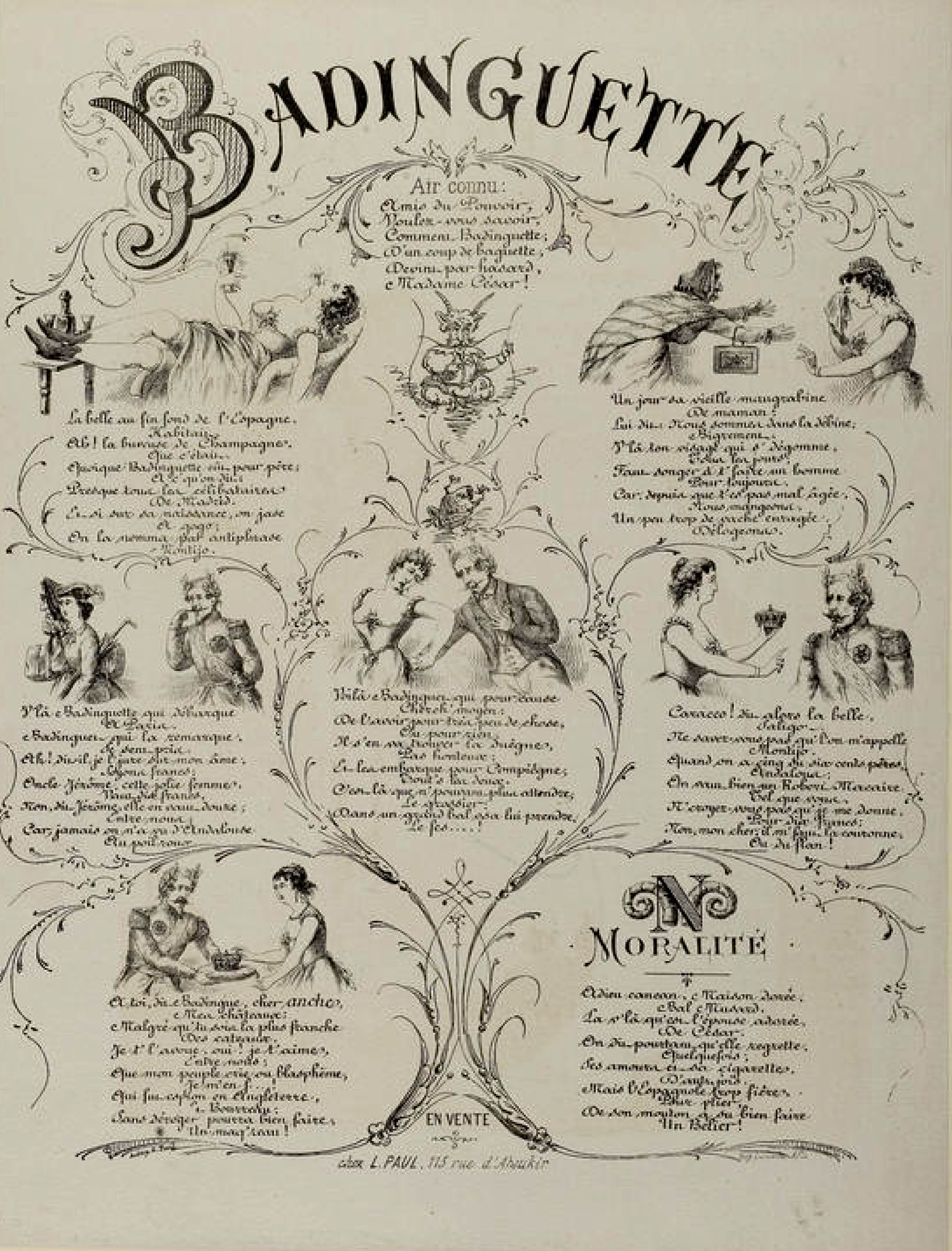
Badinguette.

Comme l'impératrice s'appelait Eugénie, les plaisantins ont fait un rapprochement qui n'était pas dans les intentions du dessinateur.
Quoi qu'il en soit, le surnom de Badinguet lui est resté. On le retrouve dans la correspondance de Gustave Flaubert, dans la nouvelle Boule de Suif de Guy de Maupassant, dans les romans d'Émile Zola L'Assommoir, Son Excellence Eugène Rougon et La Débâcle ou encore, plus récemment, dans le roman Les gens de Mogador d'Élisabeth Barbier.